# 罗惠珍
羅惠珍生于台湾，现居于法国巴黎，巴黎第八大學哲學系碩士，曾任《亚洲周刊》駐法國記者，旅居法國十多年来不断以华人的角度去观察欧洲局势，她也是巴黎第八大學哲學系碩士。常发表多篇有关法国、欧洲社会文化概况的文章，作品常見於華人報章雜誌如《亚洲周刊》等。著作有《巴黎生活派》、《築夢洛維尼》、《台灣媽咪在法國》、《哲學的力量》等。譯作有《傅柯：危險哲學家》。